# Autódromo Héctor Supicci Sedes
Das Autódromo Héctor Supicci Sedes ist eine Motorsport-Rennstrecke in Uruguay nahe der Stadt Tacuarembó im Departamento Tacuarembó. Der Kurs liegt etwa 4 km östlich des Stadtzentrums am Ufer des Flusses Arroyo Tacuarembó Chico.

## Streckenbeschreibung
Die relativ kurze Strecke umfasst nur fünf Kurven und ist hauptsächlich für regionale Veranstaltungen, Clubsportevents und Trackdays in Betrieb. Sie wurde nach dem erfolgreichen uruguayischen Piloten Héctor Suppici Sedes benannt, der 1948 beim Gran Premio de la América del Sur Lima-Buenos Aires ums Leben kam.
Die Boxengasse des Kurses besitzt 22 offene, lediglich durch halbhohe Mauern abgegrenzte Boxen und einen Kontrollturm für die Rennleitung. Im Juli 2018 wurde die Strecke zuletzt neu asphaltiert und dabei die Streckenbreite von zuvor 7 m auf durchgängig 9 m verbreitert. 